# Curiosity (EP)
Curiosity è un EP della cantautrice canadese Carly Rae Jepsen, pubblicato il 14 febbraio 2012.

## Tracce
1. Call Me Maybe – 3:13 (Carly Rae Jepsen, Josh Ramsay, Tavish Crowe)
2. Curiosity – 3:26 (Jepsen, Ryan Stewart)
3. Picture – 3:03 (Jepsen)
4. Talk to Me – 2:51 (Jepsen, Stewart)
5. Just a Step Away – 3:46 (Jepsen, The Jepsen Family, Stewart)
6. Both Sides Now – 3:52 (Joni Mitchell)

## Classifiche
| Classifica (2012) | Posizione massima |
| ----------------- | ----------------- |
| Canada            | 6                 |